# 太白駅
座標: 北緯37度10分33.63秒 東経128度59分1.86秒 / 北緯37.1760083度 東経128.9838500度
太白駅（テベクえき）は大韓民国江原特別自治道太白市黄池洞にある、韓国鉄道公社太白線の駅である。

## 駅構造
- 島式ホーム1面2線の地上駅。

## 駅周辺
- 太白バスターミナル
- 黄蓮洞住民センター
- 黄池女子中学校
- 黄池中央初等学校
- 太西初等学校

## 歴史
- 1962年12月10日 - 黄池駅（황지역）という駅名で営業開始。
- 1984年12月1日 - 太白駅に改名。

## 隣の駅
韓国鉄道公社
太白線
古汗駅 - (杻田駅) - 太白駅 - (文曲駅) - 東栢山駅